# Parafia Matki Boskiej w Toronto
Parafia Matki Boskiej Częstochowskiej w Toronto (ang. St. Mary Polish Parish) – parafia rzymskokatolicka położona w Toronto, w prowincji Ontario w Kanadzie.
Jest ona parafią wieloetniczną w archidiecezji Toronto, z mszą św. w j. polskim dla polskich imigrantów.
Ustanowiona w 1914 roku. Parafia została dedykowana Matce Boskiej Częstochowskiej.

## Nabożeństwa
- Niedziela – 9:00 (ang), 11:00 (pol) (10:25 różaniec)
- Środa - Msza i Nabożeństwo do Matki Boskiej Nieustającej Pomocy - 19:00 (18:30 różaniec)
- Pierwszy Piątek - Msza 19:00 i adoracja
- Pierwsza Sobota - Msza 9:00 i adoracja Najświętszego Sakramentu do 18:00
- Sobota (oprócz Pierwszej Soboty) - Trydencka Msza (łacina) - 9:00